# روافع العيساوية
روافع العيساوية هي إحدى القرى التابعة لمركز المنشأة بمحافظة سوهاج في جمهورية مصر العربية. حسب إحصاءات سنة 2006، بلغ إجمالي السكان في روافع العيساوية 17112 نسمة، منهم 9024 رجل و8088 امرأة.